# عزه بسباس
عزه بسباس (عربی: عزة بسباس؛ زادهٔ ۲۸ نوامبر ۱۹۹۰) شمشیرباز اهل تونس است.